# Narqelion
Narqelion (‘otoño’ en quenya) es un poema del escritor británico J. R. R. Tolkien, el primero escrito por él en una lengua élfica. Consta de veinte versos octosílabos en quenya temprano. El manuscrito original tiene las fechas de noviembre de 1915 a marzo de 1916, muy probablemente las de composición.

## Historia de su publicación
- Humphrey Carpenter transcribió cuatro versos aislados del poema en J. R. R. Tolkien, una biografía.
- La primera publicación del poema completo, con un análisis de Paul Nolan Hyde, se produjo en la revista Mythlore número 56, en 1988.
- El poema fue reimpreso en la revista lingüística Vinyar Tengwar número 6 (junio de 1989), y también en el número 12 (julio de 1990), con una traducción de Paul Nolan Hyde y una sinopsis de Jorge Quiñonez.
- Se publicó de nuevo en 1990 en la revista Parma Eldalamberon, número 9, páginas 6 a 32, con una exposición de Patrick H. Wynne y Christopher Gilson.
- La última publicación del poema hasta la fecha se realizó en el número 40 de Vinyar Tengwar (abril de 1999), con un análisis de Chris Gilson.

- Datos: Q513409